# Koningin Julianabrug (Curaçao)
De Koningin Julianabrug is een hoge brug over de Sint Annabaai in Willemstad (Curaçao). De brug werd op 2 maart 1974 in gebruik genomen en werd op 30 april 1974 officieel geopend.
De brug is 56,4 meter hoog, zodat bijna alle grote zeeschepen (behalve de grootste cruiseschepen) onder de brug door kunnen varen. De brug is alleen bestemd voor autoverkeer; vanwege de wind en de beweeglijkheid van de constructie is voetganger- en fietsverkeer verboden. De Koningin Julianabrug is de hoogste brug van het Caribisch gebied.
De brug was vooral bedoeld ter ontlasting van de Koningin Emmabrug, de enige houten draaibrug op pontons ter wereld. Over deze pontjesbrug mocht namelijk geen motorverkeer meer rijden.

## Geschiedenis
In 1929 wordt er al aan een studie voor een vaste oeververbinding gewerkt. In 1942 kregen de plannen concretere vorm. Destijds waren er zelfs plannen voor een tunnel onder de Sint Annabaai. Een commissie bestaande uit ambtenaren van Rijkswaterstaat kwam in 1946 bijeen. Een tunnel zou 24 miljoen gulden kosten, een autobrug tussen de 2,7 en 3,4 miljoen gulden. Er zou tot twee keer toe een ontwerp voor de brug en de opritten komen.
Op 8 april 1958 werd een 'Commissie vaste brug' geïnstalleerd die reeds op 21 januari 1959 een rapport zou uitbrengen. Uitgangspunt bij het ontwerp was dat de vaste brug zou dienen zowel voor de verbinding Punda-Otrobanda als het doorgaand verkeer Saliña-Habaai waardoor de ringweg om het Schottegat zou worden voltooid. Er was aan de Pundazijde een verbinding over of door het Waaigat voorzien die in het Pietermaaiplein zou uitmonden. Aan de Otrobandazijde liep de Nijlweg toen dood. Deze zou worden doorgetrokken en via het brugtracé aansluiting krijgen op de binnenstad.

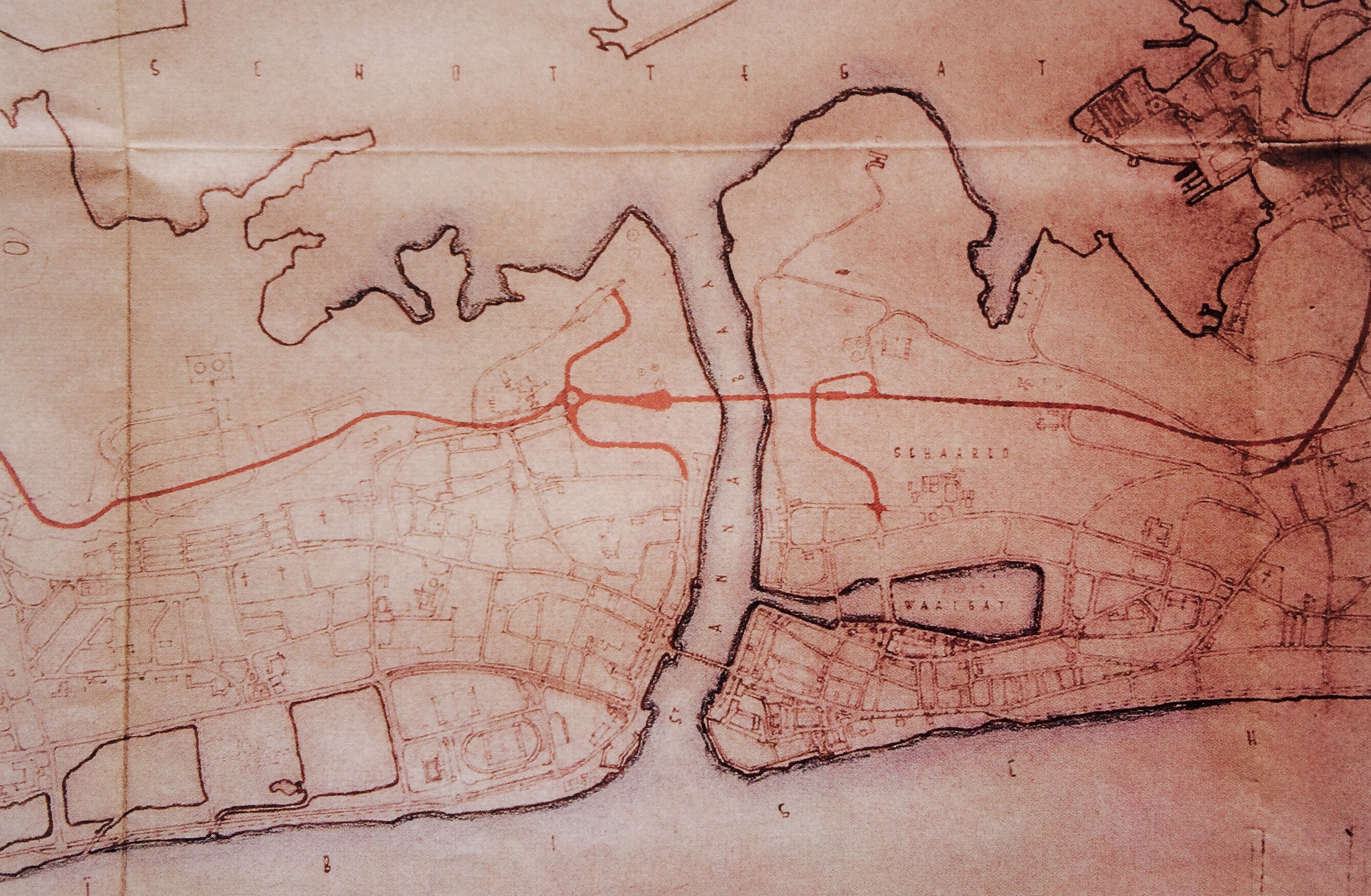
Het brugtracé volgens het eerste ontwerp uit 1959 ingetekend in de 'Overzichtskaart Willemstad e.o.' schaal 1:10.000, dd 5 nov. 1954. (Archief DOW)
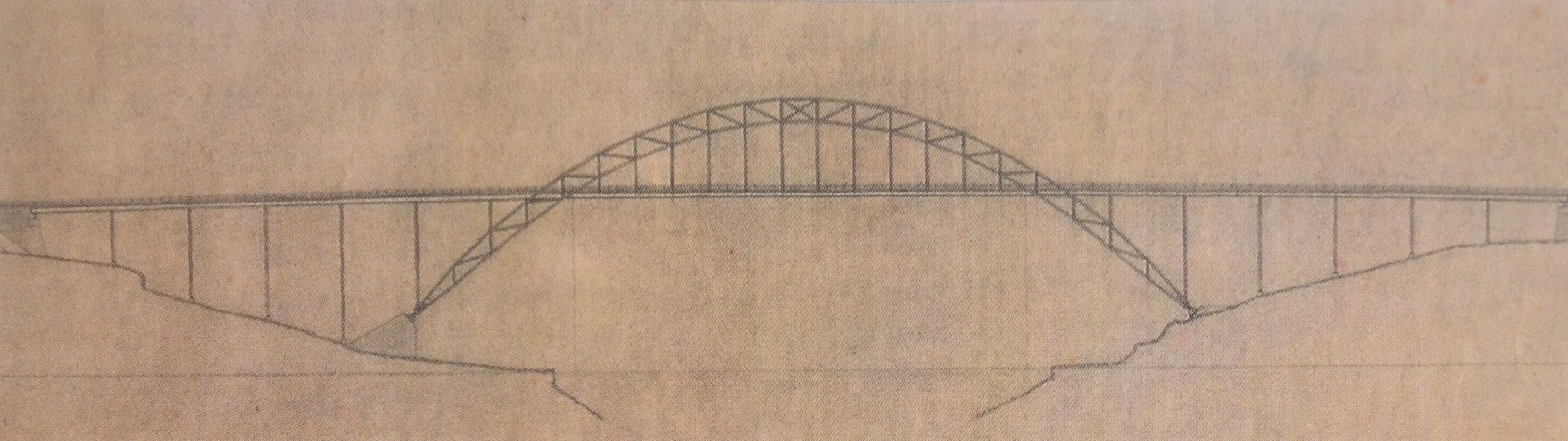
Brugontwerp over de Sint Annabaai. Stalenboogbrug (Archief DROV)
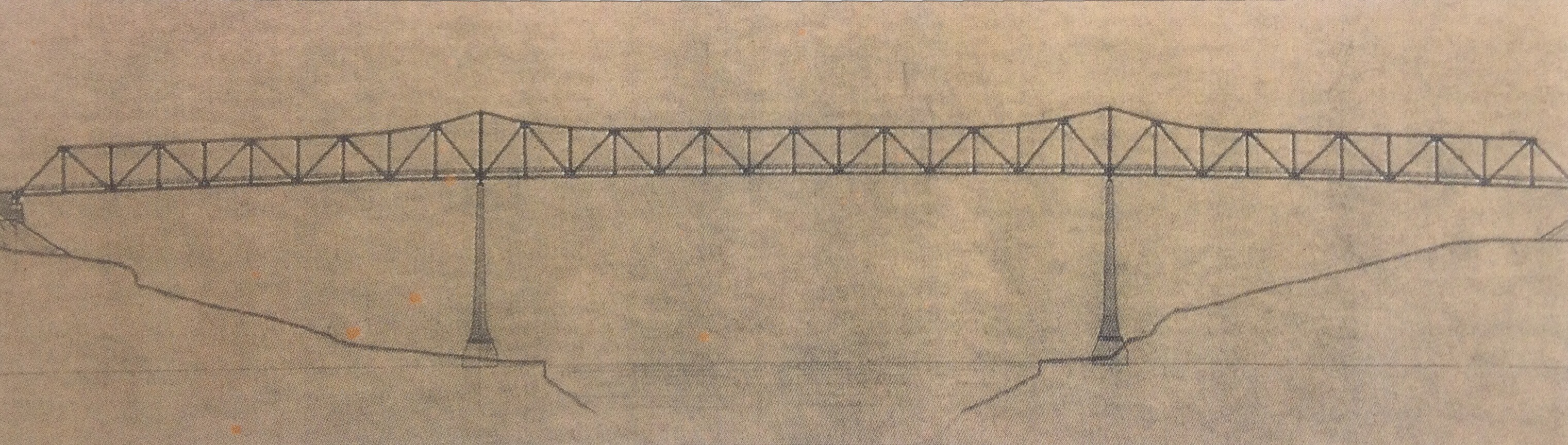
Brugontwerp over de Sint Annabaai. Vakwerkbrug (Archief DROV)
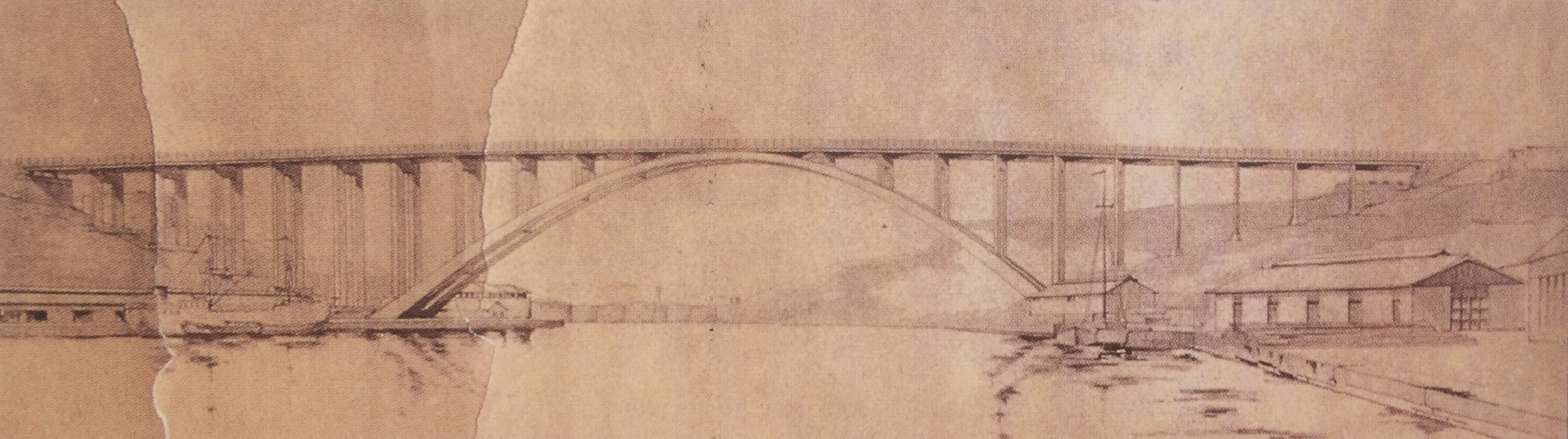
Brugontwerp over de Sint Annabaai. Betonnenbrug (Archief DROV)
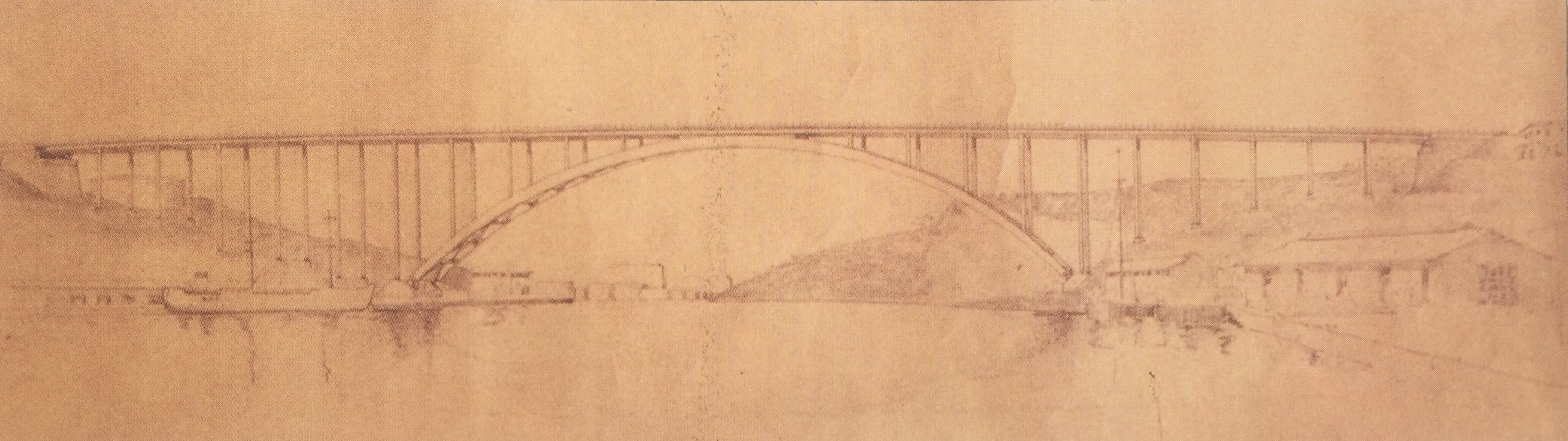
Brugontwerp over de Sint Annabaai. Stalenbrug (Archief DROV)

In 1961 werd begonnen met voorbereidingen voor de bouw. De montage van de brug begon in 1967. Het laatste segment werd op 27 juni 1972 geplaatst.

## Instorting

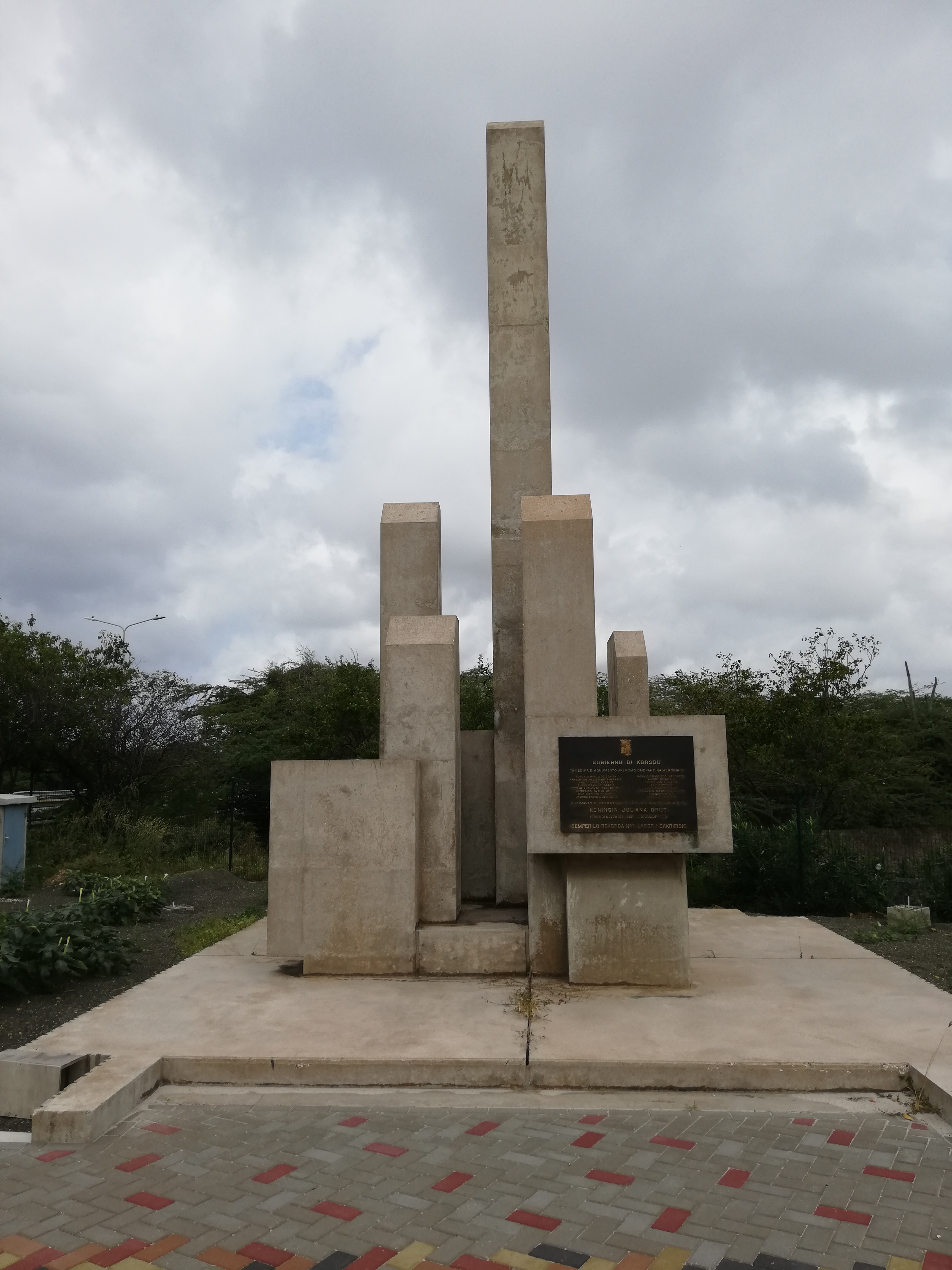
Herdenkingsmonument

Tijdens de bouw is de brug op 6 november 1967 om tien voor acht ’s ochtends ingestort. Men begon met de constructie aan de Punda-zijde. Tijdens het plaatsen van het drieëntwintigste segment van de vijfentwintig segmenten van de eerste helft stortte het hele gebouwde gedeelte in. In totaal vijftien werklieden verloren hun leven, negen Curaçaoenaars en zes Europese Nederlanders, allemaal werknemers van de Curaçaose Dokmaatschappij. Naast de arbeidersopstand van 30 mei 1969 wordt deze gebeurtenis gezien als de grootste ramp uit de Curaçaose geschiedenis.
Nadat twee rapporten in december 1967 niet duidelijk waren over de oorzaak van de ramp, is in een rapport van prof. dr. Zuithoff van de Technische Universiteit in Delft uit juni 1969 het instorten geweten aan het breken van de ankerstaven, door een kwaliteitsachteruitgang door lassen op de staven. In mei 1969 startte men nogmaals met de constructie, nu echter vanaf de Otrobanda-oever.
Sommige inwoners van Willemstad zijn ervan overtuigd dat er op de brug een vloek rust en mijden hem daarom. Op 2 november 1974 werd er op de plaats waar men de Julianabrug in westelijke richting opgaat, een herdenkingsmonument geplaatst voor de werkers die het leven lieten: een groep van uit de grond stekende staven, ontworpen door architect Alberto Badaracco.